# مجمع بین‌المللی انرژی
مجمع بین‌المللی انرژی یا آی‌ای‌اف (به انگلیسی: International Energy Forum)، بزرگترین محل گردهم‌آیی وزیران انرژی کشورهاست. این مجمع از این نظر که شرکت کنندگان آن شامل اعضای آژانس بین‌المللی انرژی (آی‌ای‌اِی)  و اوپک، و همچنین کشورهایی چون برزیل، چین، هند، مکزیک، روسیه و آفریقای جنوبی می‌شود در نوع خود بی‌همتاست.
نود درصد عرضه و تقاضای نفت و گاز جهانی در کشورهای عضو آی‌ای‌اف انجام می‌شود.
این مجمع همایش‌هایی دوسالانه برگزار می‌کند که طی آن چهارچوب مذاکرات غیررسمی بین کشورهای تولیدکننده و مصرف‌کننده نفت و گاز را درباره موضوعات و مسائل تأثیرگذار برکل بازار جهانی انرژی مشخص می‌شود.
ایران یکی از اعضای آی‌ای‌اف است و در آذرماه ۱۳۹۰ قانون عضویت ایران در مجمع بین‌المللی انرژی که در مجلس شورای اسلامی تصویب و به تأیید شورای نگهبان رسیده است، از سوی رئیس جمهور برای اجرا ابلاغ شد.

## منبع‌ها
1. ↑  مشارکت‌کنندگان ویکی‌پدیا. «International Energy Forum». در دانشنامهٔ ویکی‌پدیای انگلیسی، بازبینی‌شده در ۲۱ آذر ۱۳۹۰.
2. ↑  «IEF Member Countries». International Energy Forum. بایگانی‌شده از اصلی در ۱۳ دسامبر ۲۰۱۱. دریافت‌شده در ۲۱ آذر ۱۳۹۰.
3. ↑  «قانون عضویت ایران در مجمع بین‌المللى انرژى از سوى رئیس جمهور ابلاغ شد». پایگاه اطلاع‌رسانی دولت. ۱۶ آذر ۱۳۹۰. دریافت‌شده در ۲۱ آذر ۱۳۹۰.[پیوند مرده]